# Salonfestival
Das Salonfestival ist eine deutschlandweite Initiative zur Förderung von Kultur und Diskurs, die 2014 durch Claudia Bousset gegründet wurde. Gastgeber öffnen unter diesem Dach ihre Häuser für Lesungen, Konzerte und Diskussionen. Die Arbeit der gemeinnützigen GmbH wird durch Stiftungsgelder, Spenden und durch privates Engagement finanziert und durch ein bundesweites Team organisiert. Die Initiative kuratiert und gestaltet spartenübergreifend Kulturprogramme. Die Salons werden ganzjährig deutschlandweit durchgeführt, von 2014 bis 2021 konnten bereits rund 1200 analoge und rund 200 digitale Salons realisiert werden. Seit 2018 steht das Salonfestival in einer Medienkooperation mit der Süddeutschen Zeitung.

## Zielsetzung
Anliegen des Salonfestivals ist es, kulturelles Leben und den Diskurs in der Gesellschaft zu fördern und die Möglichkeit der Teilhabe für alle Bürger zu schaffen. Bürgerschaftliches Engagement und Mitwirkung bildet die Basis des Salons auf einem Weg zur Bürgergesellschaft. In der Tradition der Literarischen Salons geht es um die Gestaltung des Austausches in der Gesellschaft. Den Mitwirkungsgedanken prägt besonders das Diskursformat „kluge köpfe zu Gast“, in dem Themen der Zeit diskutiert werden und Demokratie im Mitmachformat geübt wird. Einzigartig ist das Salonfestival durch ein kuratiertes Programm, das Auftritte von Kulturschaffenden bei privaten Gastgebern in den unterschiedlichsten Räumen, z. B. Wohnzimmern, Werkstätten, Ateliers, Unternehmen und Gärten ermöglicht, unabhängig von professionellen Veranstaltern. Alle Salons sind öffentlich zugänglich.

## Deutschlandweite Salons
Das Salonfestival konnte von Köln und Hamburg ausgehend u. a. auf die Großstädte Düsseldorf, Essen, Bochum, Berlin Hannover, Frankfurt a. M., München, Karlsruhe, Erlangen, Wiesbaden ausgeweitet werden. Auch Metropolen-ferne Orte wie Bad Hersfeld, Königstein i.T., Nettetal und Ranfels in Bayern veranstalten regelmäßig ein Salonfestival.

## Internationale Salons
In Kapstadt gastierte das Salonfestival vom 3. bis zum 8. März 2019 und vom 8. bis zum 14. März 2020. Weltreporter.net berichtete live aus anderen Ländern. Der Salon international fand 2022 zum ersten Mal in Ekenäs /Tammissari (Finnland) und in Briol (Südtirol) statt.

## Digitale Salons
Ergänzend zum analogen Kulturtreff, findet seit März 2020 der Salon digital statt, in dem Menschen aus der ganzen Welt zur Diskussion zusammengebracht werden. Dabei handelt es sich nicht um ein Streaming, sondern um einen direkten Austausch aller Teilnehmer.

## Auftretende (Auswahl)

### Autoren
Doris Dörrie, Thea Dorn, John von Düffel, Elke Heidenreich, Nino Haratischwili, Navid Kermani, Iris Radisch, Eva Menasse, Ulrich Schnabel, Daniel Schreiber, Alain Claude Sulzer, Anne Weber, Nils Minkmar, Jagoda Marinic, Martin Mosebach, Wolfram Eilenberger, Lucy Fricke, Barbara Vinken und Denis Scheck.

### Musiker
Bukahara, Jacob Karlzon, Trio Ashkenas, Johanna Summer, Jakob Manz, Fabia Mantwill, Phil Siemers, Of Cabbages and Kings, Jan Vogler, Pulsar Trio, Gloria Campaner und Wassily Gerassimez.

### Politiker und Philosophen im Diskursformat „kluge köpfe zu Gast“
Robert Habeck, Wolfram Eilenberger, Markus Gabriel, Sahra Wagenknecht, Claus Leggewie, Heinz Bude, Marianne Birthler und Diana Kinnert.

### Schauspieler
Sebastian Koch, Johanna Gastdorf, Anna Schudt, Moritz Führmann, Jeanette Hain und Nina Hoger.